# ドラガリアロスト
『ドラガリアロスト』(DRAGALIA LOST)は、Cygamesが開発し任天堂とCygamesにより共同運営されていたスマートフォン向けゲームアプリ。サービス期間は2018年9月27日 - 2022年11月30日。基本プレイ無料 (アイテム課金制)。略称は『ドラガリ』。キャッチコピーは「それは人と竜の新たな契約」。

## 概要
2018年4月27日に任天堂とCygamesがスマートフォン向けゲームアプリ事業における業務提携の合意の下で発表された今作は、人がドラゴンに進化して戦うという要素が含まれている。メインキャラクターデザインはさいとうなおき。
2018年9月27日よりサービス開始。同日に100万ダウンロード突破した。
2022年7月更新の最終章（第26章後半）をもってメインストーリーを完結し、最終章公開から一定期間後にサービスを終了することを発表、同年11月30日をもってサービスを終了した。

## 登場キャラクター

### メインキャラクター
主人公 / ユーディル
声 - 内山昂輝
属性 - 火 / レア度 - ★4 / 武器 - 剣 / タイプ - 攻撃
本作の主人公。アルベリア王国の第七位王子。悪の手に落ちたアルベリア王国を救う為、ドラゴンの力を求めて双子の妹であるゼシアと共に旅立つ。
2019年9月27日より、ドラフェスVer.（属性 - 光 / レア度 - ★5 / 武器 - 剣 / タイプ - 攻撃）が登場。
レイドイベント『サバイブ・アイランド』では、参加することでサマーVer.（属性 - 闇 / レア度 - ★5 / 武器 - 短剣 / タイプ - 攻撃）を入手することができた。また、2022年3月31日より絆の力Ver.（属性 - 風 / レア度 - ★5 / 武器 - 剣 / タイプ - 攻撃）がガチャに追加された。
ゼシア
声 - 茅野愛衣
属性 - 光
イリア教会の巫女。王国の第七位王子である主人公（ユーディル）は双子の兄である。なお、ゼシア本人は巫女となり身分を放棄したため、王位継承権を持たない。
元はNPCキャラクターであったが、2021年9月30日より、ドラフェスVer.（属性 - 闇 / レア度 - ★5 / 武器 - 刀 / タイプ - 攻撃）が登場。また、2022年3月31日より絆の力Ver.（属性 - 光 / レア度 - ★5 / 武器 - ロッド / タイプ - 攻撃）がガチャに追加された。
もう一人のゼシア / ゼーナ
声 - 茅野愛衣
属性 - 闇 / レア度 - ★5 / 武器 - ロッド / タイプ - 攻撃
旅に出た主人公達の前に現れたゼシアと同じ容姿をした少女。その正体はとある人物が魔神に取り憑かれる事を防ぐために異界から来たゼシア本人。一度消滅したが、とある場面で再び現れ、主人公達と共に戦うことを決意し、主人公が紛らわしくならないよう、自らの案で『ゼーナ』と名乗った。
2020年9月30日より、ドラフェスVer.（属性 - 光 / レア度 - ★5 / 武器 -　杖 / タイプ - 攻撃）が登場。
ナーム
声 - ゆかな
属性 - 風 / レア度 - ★5 / 武器 - 短剣 / タイプ - 攻撃
ユーディル、ゼシアが幼い頃に出会った不思議な妖精。明るい性格で、一行のムードメーカー。
元はNPCキャラクターであったが、2021年3月27日よりドラフェスVer.としてプレイヤーキャラクターに追加された。また、2022年1月13日より着物Ver.（属性 - 光 / レア度 - ★5 / 武器 -　杖 / タイプ - 回復）が登場。
エルフィリス
声 - 早見沙織
属性 - 水 / レア度 - ★4 / 武器 - 槍 / タイプ - 補助
若くして「聖騎士」の称号を得た、イリア教会の女騎士。教会から「裏切りの聖騎士」との嫌疑をかけられ追われる身となっていた所を主人公たちに助けられ、仲間になる。勝気な性格だが、乙女チックな趣味を隠し持つ。
2018年10月17日よりハロウィンVer.（属性 - 光 / レア度 - ★5 / 武器 - 槍 / タイプ - 補助）が期間限定で、2019年6月20日よりウエディングVer.（属性 - 風 / レア度 - ★5 / 武器 - 剣 / タイプ - 補助）が、2019年11月28日よりドラフェスVer.（属性 - 水 / レア度 - ★5 / 武器 - 斧 / タイプ - 攻撃）が、2021年1月14日より着物Ver.（属性 - 火 / レア度 - ★5 / 武器 - 槍 / タイプ - 補助）が登場。
ランザーヴ
声 - 小西克幸
属性 - 風 / レア度 - ★4 / 武器 - 斧 / タイプ - 防御
腕利きの傭兵。主人公たちに雇われ、腕試しの戦いの末に仲間になる。義に厚い人情派。
2019年3月27日よりドラフェスVer.（属性 - 風 / レア度 - ★5 / 武器 - 剣 / タイプ - 攻撃）が、2019年7月31日よりサマーVer.（属性 - 水 / レア度 - ★4 / 武器 - 刀 / タイプ - 防御）が、2021年4月15日より子供Ver.（声 - 藤原夏海、属性 - 火 / レア度 - ★5 / 武器 - 斧 / タイプ - 攻撃）が登場。
クラウ
声 - 内山夕実
属性 - 闇 / レア度 - ★4 / 武器 -　杖 / タイプ - 回復
フォレスティアの少女。数百年の間、霧の結界に閉ざされた聖城を守り続けており、新たに聖城の主となった主人公たちに力を貸す。
2018年12月17日より星竜祭Ver.（属性 - 水 / レア度 - ★5 / 武器 - 短剣 / タイプ - 補助）が期間限定で、2019年8月13日よりサマーVer.（属性 - 光 / レア度 - ★5 / 武器 - 弓 / タイプ - 補助）が、2019年7月26日よりドラフェスVer.（属性 - 闇 / レア度 - ★5 / 武器 - ロッド / タイプ - 補助）が、2021年8月13日より浴衣Ver.（属性 - 火 / レア度 - ★5 / 武器 - ロッド / タイプ - 補助）が登場。
また、『プリンセスコネクト!Re:Dive』コラボイラベント『プリンセスコネクト！Re:Dive 新しい友だちと異世界ごはん』の期間中は、親密度をMAXにすることで野食殿Ver.（属性 - 水 / レア度 - ★5 / 武器 - ロッド / タイプ - 攻撃）を入手することができた。
リュカ
声 - 浅沼晋太郎
属性 - 光 / レア度 - ★4 / 武器 - 弓 / タイプ - 補助
フォレスティアの青年であり、弓主。アルべリア王国に故郷を襲われていた所を主人公たちに救われ、仲間となる。イタズラ好きであり、ランザーヴと共に行動することが多い。
2019年8月13日よりサマーVer.（属性 - 光 / レア度 - ★4 / 武器 - 斧 / タイプ - 攻撃）が、2020年1月23日よりドラフェスVer.（属性 - 光 / レア度 - ★5 / 武器 - 刀 / タイプ - 攻撃）が、2021年1月14日より着物Ver. （属性 - 風 / レア度 - ★5 / 武器 - 斧 / タイプ - 補助）が登場。

### アルベリア王家
アローラス
声 - 柴田秀勝
現・アルべリア王国国王。ゾディアークの契約主。かつては『賢王』と呼ばれていたが、魔神『モルトメサイア』に取り憑かれて以降は暴虐の王と化す。
レオニード
声 - 関智一
属性 - 火 / レア度 - ★5 / 武器 - 銃 / タイプ - 攻撃
アルべリア王国の第一位王子。
元はNPCキャラクターであったが、2020年11月27日よりドラフェスVer.としてプレイヤーキャラクターに追加された。
期間限定イベントでは、レイドイベント『サバイブ・アイランド』に登場し、2021年7月30日よりサマーVer.（属性 - 闇 / レア度 - ★5 / 武器 - 槍 / タイプ - 攻撃）がガチャに追加された。また、レイドイベント『セイクリッドロスト～後編～』や撃退イベント『ロード・オブ・ザ・ブラッド』にも登場。
ファルエス
属性 - 風 / レア度 - ★5 / 武器 - 槍 / タイプ - 補助
声 - 日野聡
アルべリア王国の第二位王子。古代帝国とドラゴンについての研究のため、主人公たち、帝国側どちらの味方にも就かず、中立の立場を取っている。
期間限定イベントでは、撃退イベント『ロード・オブ・ザ・ブラッド』で初登場し、2022年2月4日よりプレイヤーキャラクターに追加された。
シェス
声 - 大西沙織
属性 - 闇 / レア度 - ★5 / 武器 - 弓 / タイプ - 補助
アルべリア王国の第三位王女。
2021年1月27日より、ドラフェスVer.（属性 - 闇 / レア度 - ★5 / 武器 - 銃 / タイプ - 攻撃）が登場。
期間限定イベントでは、レイドイベント『サバイブ・アイランド』に登場し、2021年8月4日よりサマーVer.（属性 - 光 / レア度 - ★5 / 武器 - ロッド / タイプ - 攻撃）がガチャに追加された。また、レイドイベント『セイクリッドロスト～後編～』や撃退イベント『ロード・オブ・ザ・ブラッド』にも登場。
ヴァルクス
声 - 武内駿輔
属性 - 光 / レア度 - ★5 / 武器 - 斧 / タイプ - 攻撃
アルべリア王国の第四位王子。天性の武人。国に反乱を起こすユーディルの真意を知る為、彼と戦う。
期間限定イベントでは、撃退イベント『ロード・オブ・ザ・ブラッド』で初登場し、2022年2月4日よりプレイヤーキャラクターに追加された。
ベベット
声 - 久保田恵
レーヴ湖で出会う少年。その正体は、行方不明となっていたアルべリア王国の第五位王子。
エミュール
声 - 松岡禎丞
属性 - 水 / レア度 - ★5 / 武器 - ロッド / タイプ - 補助
アルべリア王国の第六位王子。狡猾で執念深い性格。元々、マーキュリーと契約を交わしていたが、契約違反を侵したためにユーディルに契約が移り、以後、彼を目の敵にし続けている。期間限定ベントでは、コラボイベント『ペルソナ5 スクランブル ザ ファントム ストライカーズ』コラボイベント『PERSONA5 SCRAMBLE Desire Lost』、イベント『迎撃戦～開校☆エミュール学園～』、レイドイベント『サバイブ・アイランド』、撃退イベント『ロード・オブ・ザ・ブラッド』に登場。
元はNPCキャラクターであったが、2022年1月31日よりドラフェスVer.としてプレイヤーキャラクターに追加された。
主人公 / ユーディル
アルベリア王国の第七位王子。メインキャラクターの項を参照。
ゼシア
イリア教会の巫女。メインキャラクターの項を参照。

### その他のメインストーリーキャラクター
イリア
声 - 高橋李依
属性 - 光 / レア度 - ★5 / 武器 - 銃 / タイプ - 攻撃
1000年前、聖竜エリュシオンと契約を結び、魔神『モルトメサイア』を封印した巫女。しかし、実際の職業は巫女ではなく、錬金術師であることがレイドイベント『ロストヒストリア～失われし真実～』で明らかになった。
この他、撃退イベント『愛は星降るように』にも登場し、2021年12月3日より期間限定で星竜祭Ver.（属性 - 火 / レア度 - ★5 / 武器 - 銃 / タイプ - 攻撃）が登場した。
アルベリウス
声 - 森川智之
属性 - 闇 / レア度 - ★5 / 武器 - 剣 / タイプ - 攻撃
300年前、伝説の六竜と契約を結び、魔人崇拝の国『ディアネル帝国』が蘇らせた魔神『モルトメサイア』を倒した人物。
元はNPCキャラクターであったが、レイドイベント『ドラガリア・デイブレイク』に登場し、2021年4月2日よりプレイヤーキャラクターに追加された。
シーリス
声 - 朝井彩加
属性 - 火 / レア度 - ★5 / 武器 - 弓 / タイプ - 補助
フォレスティアの少女。リュカの妹であり、兄と同じく弓主。メルサとは親友。
元はNPCキャラクターであったが、2019年1月よりドラフェスVer.としてプレイヤーキャラクターに追加された。また、『モンスターハンター』コラボイベント『MONSTER HUNTER STRANGELAND』にも登場し、イベント期間中は期間限定ガチャでタマミツネの素材から作られた防具を装備をしたハンターVer.（属性 - 水 / レア度 - ★5 / 武器 - 弓 / タイプ - 攻撃）が登場した。撃退イベント『森の民と神なる樹』にも登場し、2021年5月28日よりガンナーVer.（属性 - 水 / レア度 - ★5 / 武器 - 銃 / タイプ - 攻撃）がガチャに追加された。
リーフ
声 - 櫻井孝宏
属性 - 風 / レア度 - ★5 / 武器 - 剣 / タイプ - 防御
近衛騎士団団長。ユーディルの剣の指南役であり、良き相談相手。
元はNPCキャラクターであったが、2020年5月29日よりドラフェスVer.としてプレイヤーキャラクターに追加された。
期間限定イベントでは、撃退イベント『ナイツ・オブ・アルベリア』に登場し、2021年9月3日より軽装Ver.（属性 - 光 / レア度 - ★5 / 武器 - 剣 / タイプ - 攻撃）がガチャに追加された。また、レイドイベント『セイクリッドロスト～後編～』にも登場。
ハール
属性 - 風 / レア度 - ★5 / 武器 - 刀 / タイプ - 補助
声 - KENN
王都守備隊長。常に軽薄な態度と言葉遣いをする、掴みどころのない人物。
レイドイベント『セイクリッドロスト～前編～』で、ある策略に巻き込まれ長い間異界に追放されてしまい、彼と瓜二つである『ロキ』が彼になりすましていたことが判明した。異界より戻った後は、己を陥れた者たちに復讐するべく謀略を巡らす。また、同イベント期間中に参加することにより、仲間にすることができた。レイドイベント『セイクリッドロスト～後編～』にも登場。
ザカリアス
声 - 石塚運昇
水上都市セントロータスの領主。ランザーヴの父。
シャノン
声 - 諏訪彩花
属性 - 闇 / レア度 - ★4 / 武器 - 短剣 / タイプ - 攻撃
イリア教会からエルフィリスを始末するために送り出された暗殺者。エルフィリスに救われて以降、共に教会で暮らしている少女。
2020年3月27日より、ドラフェスVer.（属性 - 闇 / レア度 - ★5 / 武器 - 剣 / タイプ - 攻撃）が登場。
期間限定イベントでは、施設イベント『鐘の音は深き海より』に登場し、2021年6月30日よりサマーVer.（属性 - 火 / レア度 - ★5 / 武器 - 弓 / タイプ - 補助）が登場。
パティア
声 - 佐藤美由希
属性 - 闇 / レア度 - ★4 / 武器 - 槍 / タイプ - 防御
アルベリア王国、白燕騎士団の副長。
元はNPCキャラクターであったが、2019年10月4日よりプレイヤーキャラクターに追加された。また、イベント『防衛戦～真夏のバカンスガーディアン!～』や、レイドイベント『デッドエンドアイランド』にも登場した。
2020年7月15日より、サマーVer.（属性 - 闇 / レア度 - ★5 / 武器 - 斧 / タイプ - 攻撃）が登場。
マスキュラ
声 - 鈴木裕斗
属性 - 水 / レア度 - ★5 / 武器 - 刀 / タイプ - 攻撃
第二次封魔戦争時に製造された、ディアネル帝国の戦闘人形。
元はNPCキャラクターであったが、2021年5月28日よりドラフェスVer.としてプレイヤーキャラクターに追加された。
ラキシ
声 - 水瀬いのり
属性 - 火 / レア度 - ★4 / 武器 - 刀 / タイプ - 攻撃
第二次封魔戦争時に製造された、ディアネル帝国の戦闘人形の筆頭機。期間限定イベントでは、『防衛戦～アンビバレント・マリオーン～』や施設イベント『舞台の上の怪物人形』に登場。
2020年7月30日より、ドラフェスVer.（属性 - 火 / レア度 - ★5 / 武器 - 短剣 / タイプ - 攻撃）が登場し、2021年10月29日より期間限定でハロウィンVer.（属性 - 光 / レア度 - ★5 / 武器 - 銃 / タイプ - 攻撃）が登場。
ネデウ
声 - 内山昂輝
属性 - 闇 / レア度 - ★5 / 武器 - 剣 / タイプ - 攻撃
当初はNPCであったが、2022年3月27日よりドラフェスVer.が登場。
ガトフ
声 - 山路和弘
属性 - 火 / レア度 - ★5 / 武器 - 斧 / タイプ - 攻撃
聖都グラムスで出会う男性。自警団長を務め、アローラスとは旧知の仲である。当初はNPCであったが、2021年11月29日よりドラフェスVer.が登場。
シーラ
声 - 石原夏織
属性 - 火 / レア度 - ★5 / 武器 - 短剣 / タイプ - 攻撃
聖都グラムス近郊の平原で出会う女性。ガトフの娘。当初はNPCであったが、2022年3月14日よりガチャに追加された。
オリガ
声 - 斉藤千和
属性 - 水 / レア度 - ★5 / 武器 - ロッド / タイプ - 攻撃
聖都グラムスイリア教会の巫女兼教皇。当初はNPCであったが、レイドイベント『神竜降臨』の期間中、親密度をMAXにすることで正式に仲間にすることができた。

### イベントキャラクター
期間限定イベントに登場したキャラクター一覧。
| 名前           | 声優             | レア度 | 属性 | 武器   | タイプ | 登場イベント・プロフィール・備考など |
| -------------- | ---------------- | ------ | ---- | ------ | ------ | --- |
| セリエラ       | 日笠陽子         | ★4     | 水   | 刀     | 攻撃   | レイドイベント『忠竜が願うは果てし王の魂葬』、レイドイベント『トレジャーアイランド』に登場。貴族の子弟に剣術を教える騎士教官。普段は面倒見が良いアネゴ肌だが、訓練の時は鬼教官と化す。2019年7月31日より、サマーVer.がガチャに追加された（属性 - 水 / レア度 - ★5 / 武器 - 剣 / タイプ - 補助）。 |
| イルテミア     | 植田佳奈         | ★3     | 闇   | ロッド | 補助   | 施設イベント『お菓子なハロウィンパーティナイト』に登場。闇魔術研究家の少女。吸血鬼のドレスに憧れて夜なべして衣装を縫い上げるなど、好きなものには熱中しすぎる性格。イベント期間中、期間限定ガチャでハロウィンVer.が登場（属性 - 光 / レア度 - ★4 / 武器 - 杖 / タイプ - 回復）。 |
| エドワード     | 寺島拓篤         | ★3     | 闇   | 杖     | 回復   | 施設イベント『お菓子なハロウィンパーティナイト』、撃退イベント『潜入!エミュールハウス』に登場。執事の青年。聖城のハロウィンを成功に導くべく、様々な趣向を凝らす。イベント期間中、期間限定ガチャでハロウィンVer.が登場（属性 - 光 / レア度 - ★3 / 武器 - 刀 / タイプ - 攻撃）。 |
| メルサ         | 内田彩           | ★4     | 火   | 短剣   | 補助   | レイドイベント『優しき少女と拘囚の守護竜』、イベント『迎撃戦～ハロウィン・ゾンビーズ～』に登場。フォレスティアの少女。穏やかでのんびりした性格だが、大切な者の為に戦う芯の強さも持っている。シーリスとは親友。2020年10月16日からの期間限定ガチャでハロウィンVer.が登場（属性 - 風 / レア度 - ★5 / 武器 - 槍 / タイプ - 補助）。 |
| ルイーゼ       | 雨宮天           | ★5     | 風   | 弓     | 補助   | 施設イベント『吹き渡る願いの風』、イベント『迎撃戦～開校☆エミュール学園～』に登場。弟であるルーエンとともに城へやってきた少女。弟の事となるとつい過保護になってしまい一時期は喧嘩別れしたが後に和解し、以後は独り立ちしようと奮起するルーエンを見守っている。家事にも戦闘にも長けており、なんでもそつなくこなす。 |
| ルーエン       | 小林沙苗         | ★4     | 風   | 杖     | 回復   | 施設イベント『吹き渡る願いの風』に登場。姉・ルイーゼとともに城へやってきた少年。可愛らしい容姿と素直な性格。姉に過保護に育てられたが自立の意思をしっかりと持ち、姉を守れるような大人になりたいと望んでいる。2019年10月18日にはハロウィン・イベント仕様となった姿で登場（属性 - 火 / レア度 - ★4 / 武器 - 杖 / タイプ - 回復）。 |
| ルクレツィア   | 加隈亜衣         | ★5     | 光   | ロッド | 攻撃   | レイドイベント『闇穿つ光の歌声』に登場。絶世の歌姫と名高い歌い手。華麗で優雅な外見とは裏腹に、魔獣退治の腕も超一流と噂されている。 |
| エリアス       | 中島由貴         | ★4     | 光   | 弓     | 防御   | レイドイベント『闇穿つ光の歌声』に登場。合唱団の少年。真摯でストイックな性格だが、甘いものが好きであると子供っぽい一面を持つ。 |
| ヴィクセル     | 石川界人         | ★4     | 光   | 杖     | 回復   | レイドイベント『闇穿つ光の歌声』に登場。音楽を愛する新進気鋭の指揮者。名門合唱団を卒団し、現在は大陸各地のオーケストラでタクトを振るう。大人で寛容。 |
| ピアチェ       | 石見舞菜香       | ★4     | 風   | 槍     | 防御   | レイドイベント『闇穿つ光の歌声』、撃退イベント『潜入!エミュールハウス』に登場。ハルモニア合唱団に所属する、歌が大好きな少女。シャイで怖がりなので、自分の意見をはっきり言える人に憧れている。2022年3月4日より、お手伝いVer.（属性 - 水 / レア度 - ★5 / 武器 - 弓 / タイプ - 防御）がガチャに追加された。 |
| アレクシス     | 中村悠一         | ★5     | 水   | 剣     | 攻撃   | 施設イベント『雪降る夜星竜樹の下で』、レイドイベント『セイクリッドロスト～後編～』に登場。星竜祭で贈り物を配る聖人「サンメテオール」となった異国の元王。家臣や民へ思いやりの心を持ってはいるが、態度は高慢無礼。『雪降る夜星竜樹の下で』の期間中、期間限定ガチャで星竜祭Ver.（属性 - 水 / レア度 - ★4 / 武器 - ロッド / タイプ - 攻撃）が登場した。 |
| ネファリエ     | ゆかな           | ★5     | 闇   | 弓     | 補助   | 施設イベント『雪降る夜星竜樹の下で』、イベント『防衛戦～天炎照らす幻砂のランウェイ～』、レイドイベント『セイクリッドロスト～後編～』に登場。星竜祭に贈り物を配る聖人「サンメテオール」に仮装した、異国の元女王。『雪降る夜星竜樹の下で』の期間中、期間限定ガチャで星竜祭Ver.（属性 - 水 / レア度 - ★4 / 武器 - 弓 / タイプ - 補助）が登場した。また、2020年9月12日より、お忍びVer.（属性 - 火 / レア度 - ★5 / 武器 - ロッド / タイプ - 攻撃）がガチャに追加された。 |
| イエヤス       | 福山潤           | ★5     | 闇   | 刀     | 攻撃   | レイドイベント『新春日ノ下招福縁起』、イベント『闘技場～迎福御礼！大闘技大会～』、イベント『防衛戦～ヒノモト埋蔵金伝説！～』に登場。東方の島国ヒノモトを治める『十二竜氏』のひとり。亥の竜氏。剣の達人であり、戦竜マリシテンと契りを交わしている。2021年7月15日より、期間限定でサマーVer.（属性 - 水 / レア度 - ★5 / 武器 - 剣 / タイプ - 攻撃）が登場。 |
| ボタン         | 平野綾           | ★4     | 闇   | 槍     | 防御   | レイドイベント『新春日ノ下招福縁起』に登場。幼馴染のイエヤスを追って、単身でヒノモトからやって来た薙刀使いの町娘。猪突猛進な性格。 |
| サザンカ       | 種田梨沙         | ★4     | 闇   | 斧     | 防御   | レイドイベント『新春日ノ下招福縁起』に登場。東方の島国ヒノモトの侍女。十二竜氏に仕える武家の生まれで、その当主のひとりイエヤスに忠義を誓う。 |
| アディス       | 千葉進歩         | ★4     | 風   | 刀     | 攻撃   | レイドイベント『新春日ノ下招福縁起』に登場。ヒノモトより渡来した異国出身のサムライ。言動は荒々しいが、礼儀正しく義理堅い。イエヤスに命を救われた過去があり、その恩義から彼に仕えている。2020年2月14日より、期間限定でバレンタインVer.（属性 - 闇 / レア度 - ★5 / 武器 - 弓 / タイプ - 攻撃）が登場。 |
| アンネリーエ   | 内田真礼         | ★5     | 光   | 槍     | 補助   | 施設イベント『サーカステントで夢の時間を』に登場。グラスティア大陸を巡るサーカス団の団長であり、ドラゴンを操るドラゴンテイマー。誰かに感謝するときは（男女を問わず）つい頬にキスをしてしまうクセがある。 |
| フリッツ       | 木村良平         | ★4     | 光   | 短剣   | 補助   | 施設イベント『サーカステントで夢の時間を』に登場。サーカス所属の短剣使い。甘いマスクと巧みな短剣さばきで観客を魅了する。盗賊であった過去を持ち、その事をアンネリーエに隠している事に負い目を感じている。 |
| リンユー       | 佐倉綾音         | ★5     | 風   | 斧     | 攻撃   | レイドイベント『郷愁の空に咲く大輪の華』に登場。東方のタオ国から来た、武者修行中の少女。天真爛漫だが、勝負に関しては厳しい一面も。 |
| スオウ         | 八代拓           | ★4     | 風   | 短剣   | 攻撃   | レイドイベント『郷愁の空に咲く大輪の華』に登場。ホウライの街の仙花焔職人。大きく美しい仙花焔を夜空に打ち上げるべく、日々修行に励んでいる。 |
| クガイ         | 興津和幸         | ★4     | 風   | 剣     | 攻撃   | レイドイベント『郷愁の空に咲く大輪の華』に登場。東方由来の剣術と気功を使う風来坊。 |
| シャオレイ     | 芹澤優           | ★3     | 光   | ロッド | 補助   | レイドイベント『郷愁の空に咲く大輪の華』に登場。計算が大好きな算術師の少女。東方の大国からやって来た移民の子孫。 |
| ヒルデガルド   | 坂本真綾         | ★5     | 光   | 杖     | 回復   | ストーリーイベント『バレンタイン・アラカルト』に登場。『バレンタイン・アラカルト』の期間中、期間限定ガチャでバレンタイン仕様の姿で登場（属性 - 火 / レア度 - ★5 / 武器 - 杖 / タイプ - 回復）。 |
| エゼリット     | 植田佳奈         | ★5     | 火   | 短剣   | 補助   | ストーリーイベント『バレンタイン・アラカルト』に登場。『バレンタイン・アラカルト』の期間中、期間限定ガチャでバレンタイン仕様の姿で登場（属性 - 火 / レア度 - ★4 / 武器 - 弓 / タイプ - 補助）。 |
| オリオン       | 櫻井孝宏         | ★4     | 闇   | 短剣   | 補助   | ストーリーイベント『バレンタイン・アラカルト』に登場。『バレンタイン・アラカルト』の期間中、期間限定ガチャでバレンタイン仕様の姿で登場（属性 - 火 / レア度 - ★3 / 武器 - 剣 / タイプ - 補助）。 |
| フェリーチャ   | 千本木彩花       | ★4     | 光   | 杖     | 回復   | レイドイベント『舞姫と魔竜の円舞曲』に登場。フォレスティアの美しく優しき舞姫。彼女の舞は人のみならず、ドラゴンや魔獣をも魅了する。 |
| ハインヴァルト | 速水奨           | ★5     | 闇   | 杖     | 回復   | 施設イベント『コール・オブ・ビブリア』、ストーリーイベント『シャドウ・オーバー・メイデン』、イベント『迎撃戦～暮れる夏夜の灯篭流し～』、イベント『迎撃戦～晩夏の使者、愁然に交わりて～』に登場。 |
| クーガー       | 三宅健太         | ★5     | 闇   | 斧     | 攻撃   | 施設イベント『コール・オブ・ビブリア』、ストーリーイベント『シャドウ・オーバー・メイデン』、イベント『迎撃戦～暮れる夏夜の灯篭流し～』、イベント『迎撃戦～晩夏の使者、愁然に交わりて～』に登場。2020年8月14日より、浴衣Ver.がガチャに追加された（属性 - 光 / レア度 - ★5 / 武器 - 短剣 / タイプ - 攻撃）。 |
| ラトニー       | 長縄まりあ       | ★5     | 闇   | 槍     | 攻撃   | 施設イベント『コール・オブ・ビブリア』、ストーリーイベント『シャドウ・オーバー・メイデン』、イベント『迎撃戦～暮れる夏夜の灯篭流し～』、イベント『迎撃戦～晩夏の使者、愁然に交わりて～』に登場。当初はNPCとしての登場であったが、2019年10月31日にガチャに追加された。また、2021年8月13日より、浴衣Ver.がガチャに追加された（属性 - 風 / レア度 - ★5 / 武器 - 刀 / タイプ - 攻撃）。                                                                                 |
| ララノア       | 諸星すみれ       | ★5     | 水   | 弓     | 補助   | 施設イベント『希望と友情のエッグハント』に登場。 |
| フルル         | 花守ゆみり       | ★4     | 光   | 短剣   | 攻撃   | 施設イベント『希望と友情のエッグハント』に登場。 |
| シャスト       | 花江夏樹         | ★5     | 風   | 槍     | 補助   | 施設イベント『希望と友情のエッグハント』、施設イベント『舞台の上の怪物人形』に登場。2021年10月29日より、期間限定でハロウィンVer.（属性 - 闇 / レア度 - ★5 / 武器 - 弓 / タイプ - 補助）が登場。 |
| サンゾウ       | 戸松遥           | ★4     | 火   | 槍     | 補助   | レイドイベント『仙境の空へ』、レイドイベント『仙光、暗晦に閃きて』に登場。2020年5月29日より、ゲンジョウVer.がガチャに追加された（属性 - 光 / レア度 - ★5 / 武器 - ロッド / タイプ - 補助）。 |
| ゴクウ         | 鈴木千尋         | ★5     | 光   | 短剣   | 攻撃   | レイドイベント『仙境の空へ』、レイドイベント『仙光、暗晦に閃きて』、レイドイベント『セイクリッドロスト～後編～』に登場。元はNPCキャラクターであったが、2020年5月27日にプレイヤーキャラクターに追加され、レイドイベント『仙光、暗晦に閃きて』の期間中、親密度をMAXにすることで、仲間にすることができた。 |
| ロジィナ       | 豊崎愛生         | ★5     | 火   | 斧     | 攻撃   | 施設イベント『工房に響け!三姉妹の絆』に登場。元はNPCキャラクターであったが、2019年7月11日にプレイヤーキャラクターに追加された。 |
| レジィナ       | 中原麻衣         | ★5     | 火   | 刀     | 防御   | 施設イベント『工房に響け!三姉妹の絆』に登場。鍛冶屋三姉妹の長女。 |
| ルジィナ       | 高野麻里佳       | ★4     | 水   | 短剣   | 補助   | 施設イベント『工房に響け!三姉妹の絆』に登場。鍛冶屋三姉妹の三女。 |
| ラズリー       | 巽悠衣子         | ★5     | 水   | 斧     | 攻撃   | 施設イベント『工房に響け!三姉妹の絆』、イベント『防衛戦～ヒノモト埋蔵金伝説！～』に登場。元はNPCキャラクターであったが、2020年4月13日にプレイヤーキャラクターに追加された。 |
| エステル       | 田中美海         | ★3     | 光   | 杖     | 回復   | レイドイベント『トレジャーアイランド』に登場。イベント期間中、親密度をMAXにすることで、サマーVer.（属性 - 水 / レア度 - ★4 / 武器 - ロッド / タイプ - 補助）を入手することができた。 |
| ジュリエッタ   | 茅野愛衣         | ★5     | 光   | 斧     | 防御   | レイドイベント『トレジャーアイランド』、イベント『防衛戦～アンビバレント・マリオーン～』、レイドイベント『セイクリッドロスト～後編～』に登場。2019年7月31日より、サマーVer.がガチャに追加された（属性 - 水 / レア度 - ★5 / 武器 - 斧 / タイプ - 攻撃）。 |
| ウェルシェラ   | たかはし智秋     | ★4     | 火   | 杖     | 回復   | レイドイベント『トレジャーアイランド』、施設イベント『Melodious Summer』に登場。2019年8月13日より、サマーVer.がガチャに追加された（属性 - 闇 / レア度 - ★5 / 武器 - 杖 / タイプ - 回復）。 |
| アスラム       | 細谷佳正         | ★4     | 闇   | 剣     | 攻撃   | レイドイベント『クロノス～廻る運命の針～』に登場。2021年7月30日より、ドラフェスVer.（属性 - 光 / レア度 - ★5 / 武器 - 斧 / タイプ - 攻撃）が登場。 |
| デルフィ       | 山下大輝         | ★5     | 闇   | 短剣   | 補助   | レイドイベント『クロノス～廻る運命の針～』に登場。 |
| カサンドラ     | 柚木涼香         | ★5     | 闇   | ロッド | 攻撃   | レイドイベント『クロノス～廻る運命の針～』、イベント『迎撃戦～暮れる夏夜の灯篭流し～』に登場。2020年8月14日より、浴衣Ver.がガチャに追加された（属性 - 火 / レア度 - ★5 / 武器 - 杖 / タイプ - 回復）。 |
| アカーシャ     | 伊藤静           | ★5     | 風   | 杖     | 回復   | ストーリーイベント『シャドウ・オーバー・メイデン』、イベント『迎撃戦～ハロウィン・ゾンビーズ～』に登場。2020年10月16日からの期間限定ガチャでハロウィンVer.が登場（属性 - 水 / レア度 - ★5 / 武器 - 刀 / タイプ - 攻撃）。 |
| ミツヒデ       | 丹下桜           | ★5     | 光   | 短剣   | 攻撃   | レイドイベント『新春にゃあちゅう大合戦』、イベント『防衛戦～影かいそふ桃の盃～』、イベント『防衛戦～ヒノモト埋蔵金伝説！～』に登場。東方の島国ヒノモトを治める『十二竜氏』のひとり。子の竜氏。ダイコクテンと契りを交わしている。2021年7月15日より、期間限定でサマーVer.（属性 - 火 / レア度 - ★5 / 武器 - 短剣 / タイプ - 攻撃）が登場。 |
| ノブナガ       | 小松未可子       | ★5     | 火   | 刀     | 攻撃   | レイドイベント『新春にゃあちゅう大合戦』に登場。東方の島国ヒノモトを治める『十二竜氏』のひとり。午の竜氏。 |
| チトセ         | 蒼井翔太         | ★5     | 光   | ロッド | 防御   | レイドイベント『新春にゃあちゅう大合戦』に登場。 |
| ハナブサ       | 佐藤拓也         | ★4     | 光   | 刀     | 補助   | レイドイベント『新春にゃあちゅう大合戦』に登場。 |
| ベルザーク     | 安元洋貴         | ★4     | 闇   | 剣     | 防御   | 『モンスターハンター』コラボイベント『MONSTER HUNTER STRANGELAND』に登場。『MONSTER HUNTER STRANGELAND』の期間中、期間限定ガチャでリオレウスの素材から作られた防具を装備をしたハンターVer.（属性 - 火 / レア度 - ★5 / 武器 - 剣 / タイプ - 攻撃）が登場した。 |
| ヴァネッサ     | 小清水亜美       | ★4     | 火   | 斧     | 攻撃   | 『モンスターハンター』コラボイベント『MONSTER HUNTER STRANGELAND』に登場。『MONSTER HUNTER STRANGELAND』の期間中、期間限定ガチャでキリンの素材から作られた防具を装備をしたハンターVer.（属性 - 光 / レア度 - ★5 / 武器 - 槍 / タイプ - 攻撃）が登場した。 |
| ヴァレリオ     | 谷山紀章         | ★5     | 水   | 刀     | 攻撃   | 施設イベント『食宴!アミューズキュイジーヌ』に登場。 |
| ミツバ         | 伊藤美来         | ★5     | 水   | 短剣   | 補助   | 施設イベント『食宴!アミューズキュイジーヌ』、『プリンセスコネクト!Re:Dive』コラボイラベント『プリンセスコネクト！Re:Dive 新しい友だちと異世界ごはん』に登場。2020年11月30日より、野食殿Ver.がガチャに追加された（属性 - 風 / レア度 - ★5 / 武器 - 刀 / タイプ - 補助）。 |
| ピップル       | 田中あいみ       | ★4     | 水   | ロッド | 補助   | 施設イベント『食宴!アミューズキュイジーヌ』に登場。 |
| アデルペイン   | 島﨑信長         | ★4     | 闇   | 刀     | 攻撃   | レイドイベント『咎人は巡る、竜眼の軌跡』、イベント『防衛戦～幽囚は続く、竜眼の軌～』に登場。 |
| ハッカイ       | 楠大典           | ★5     | 光   | 斧     | 攻撃   | レイドイベント『仙光、暗晦に閃きて』に登場。 |
| ゴジョウ       | 泰勇気           | ★4     | 光   | 槍     | 攻撃   | レイドイベント『仙光、暗晦に閃きて』に登場。 |
| ナディーン     | ファイルーズあい | ★5     | 火   | 槍     | 攻撃   | イベント『迎撃戦～あーしと私の共同戦線～』、イベント『防衛戦～天炎照らす幻砂のランウェイ～』に登場。 |
| リナーシュ     | 小倉唯           | ★5     | 闇   | 刀     | 攻撃   | イベント『迎撃戦～あーしと私の共同戦線～』に登場。 |
| ユージン       | 梶原岳人         | ★5     | 水   | 剣     | 補助   | 施設イベント『ダンシング☆ボンオドリ』に登場。 |
| カトリーヌ     | 古賀葵           | ★5     | 水   | 槍     | 攻撃   | 施設イベント『ダンシング☆ボンオドリ』に登場。 |
| ミコト         | 津田健次郎       | ★5     | 火   | 刀     | 攻撃   | イベント『防衛戦～真夏のバカンスガーディアン!～』、レイドイベント『デッドエンドアイランド』に登場。2020年7月15日より、サマーVer.がガチャに追加された（属性 - 光 / レア度 - ★5 / 武器 - 弓 / タイプ - 攻撃）。 |
| アマネ         | 田村ゆかり       | ★4     | 光   | ロッド | 攻撃   | レイドイベント『デッドエンドアイランド』に登場。イベント期間中、親密度をMAXにすることで、サマーVer.（属性 - 風 / レア度 - ★5 / 武器 - 斧 / タイプ - 回復）を入手することができた。 |
| ノーストン     | 梶裕貴           | ★4     | 闇   | 弓     | 攻撃   | レイドイベント『デッドエンドアイランド』に登場。2020年7月30日より、サマーVer.がガチャに追加された（属性 - 風 / レア度 - ★5 / 武器 - 短剣 / タイプ - 攻撃）。 |
| シノア         | 佐藤利奈         | ★4     | 火   | ロッド | 補助   | レイドイベント『デッドエンドアイランド』、イベント『迎撃戦～開校☆エミュール学園～』に登場。2020年7月30日より、サマーVer.がガチャに追加された（属性 - 風 / レア度 - ★5 / 武器 - ロッド / タイプ - 補助）。 |
| ネヴィン       | 杉田智和         | ★5     | 闇   | 短剣   | 補助   | 施設イベント『北より来たる女神の使徒』、レイドイベント『セイクリッドロスト～前編～』、レイドイベント『セイクリッドロスト～後編～』、撃退イベント『愛は星降るように』に登場。2021年11月29日より、期間限定で星竜祭Ver.（属性 - 風 / レア度 - ★5 / 武器 - 短剣 / タイプ - 攻撃）が登場。 |
| ピノン         | 本渡楓           | ★5     | 水   | 弓     | 攻撃   | 施設イベント『北より来たる女神の使徒』、施設イベント『悪魔が誘う偽りの楽園』、レイドイベント『セイクリッドロスト～前編～』、レイドイベント『セイクリッドロスト～後編～』に登場。 |
| サンダルフォン | 大地葉           | ★5     | 水   | 杖     | 回復   | 施設イベント『北より来たる女神の使徒』、レイドイベント『セイクリッドロスト～前編～』、レイドイベント『セイクリッドロスト～後編～』に登場。元はNPCキャラクターであったが、2021年10月15日にプレイヤーキャラクターに追加された。 |
| メーネ         | ゆかな           | ★5     | 風   | 弓     | 補助   | レイドイベント『ロストヒストリア～失われし真実～』に登場。 |
| モルティス     | 子安武人         | ★5     | 光   | 刀     | 防御   | レイドイベント『ロストヒストリア～失われし真実～』、撃退イベント『愛は星降るように』に登場。 |
| カーリナ       | 豊口めぐみ       | ★4     | 水   | 斧     | 防御   | 施設イベント『オペラハウスの怪盗』に登場。2020年11月4日より、オペラVer.がガチャに追加された（属性 - 闇 / レア度 - ★5 / 武器 - 弓 / タイプ - 補助）。 |
| ラピス         | 黒沢ともよ       | ★5     | 水   | 銃     | 攻撃   | 施設イベント『オペラハウスの怪盗』に登場。 |
| ノエル         | 神田朱未         | ★4     | 風   | ロッド | 補助   | イベント『防衛戦～交わす言葉は誰がために～』に登場。2020年11月13日より、礼服Ver.がガチャに追加された（属性 - 風 / レア度 - ★5 / 武器 - 杖 / タイプ - 回復）。 |
| ヨアキム       | 中島ヨシキ       | ★4     | 風   | 弓     | 攻撃   | イベント『防衛戦～交わす言葉は誰がために～』に登場。2020年11月13日より、礼服Ver.がガチャに追加された（属性 - 風 / レア度 - ★5 / 武器 - 銃 / タイプ - 攻撃）。 |
| キルスティ     | 森なな子         | ★5     | 風   | 槍     | 攻撃   | イベント『防衛戦～交わす言葉は誰がために～』、レイドイベント『セイクリッドロスト～後編～』に登場。 |
| ヴィクター     | 玄田哲章         | ★5     | 風   | 刀     | 補助   | イベント『防衛戦～交わす言葉は誰がために～』、イベント『迎撃戦～オペレーション・ハッピー星竜祭～』、レイドイベント『セイクリッドロスト～後編～』に登場。2020年12月15日より開催されたガチャで、星竜祭Ver.が期間限定で登場した（属性 - 闇 / レア度 - ★5 / 武器 - 斧 / タイプ - 攻撃）。 |
| リリィ         | 井口裕香         | ★5     | 水   | ロッド | 攻撃   | イベント『迎撃戦～オペレーション・ハッピー星竜祭～』に登場。神撃のバハムート』の登場キャラクター。2020年12月15日より開催されたガチャで、星竜祭Ver.が期間限定で登場した（属性 - 水 / レア度 - ★5 / 武器 - 杖 / タイプ - 回復）。 |
| セイメイ       | 岡本信彦         | ★5     | 火   | ロッド | 攻撃   | レイドイベント『新春陰陽役』、イベント『闘技場～迎福御礼！大闘技大会～』に登場。 |
| クズハ         | 森嶋優花         | ★5     | 火   | 杖     | 回復   | レイドイベント『新春陰陽役』、イベント『闘技場～迎福御礼！大闘技大会～』に登場。 |
| ヨシツネ       | 唐沢潤 桑島法子  | ★5     | 水   | 銃     | 攻撃   | レイドイベント『新春陰陽役』、イベント『闘技場～迎福御礼！大闘技大会～』に登場。東方の島国ヒノモトを治める『十二竜氏』のひとり。酉の竜氏。 |
| チェルシー     | 福圓美里         | ★5     | 火   | 弓     | 攻撃   | イベント『迎撃戦～バレンタイン☆★ヘヴン～』に登場。2021年2月12日より開催されたガチャで、バレンタインVer.が期間限定で登場した（属性 - 風 / レア度 - ★5 / 武器 - 弓 / タイプ - 攻撃）。 |
| リィザ         | 上田瞳           | ★5     | 光   | 槍     | 防御   | 施設イベント『悪魔が誘う偽りの楽園』、イベント『迎撃戦～ブレス・ウィズ・ウイング～』、レイドイベント『セイクリッドロスト～前編～』、レイドイベント『セイクリッドロスト～後編～』に登場。 |
| フワラス       | 逢坂良太         | ★5     | 火   | 銃     | 攻撃   | 施設イベント『悪魔が誘う偽りの楽園』、レイドイベント『セイクリッドロスト～前編～』、レイドイベント『セイクリッドロスト～後編～』に登場。 |
| ヴァース       | 成田剣           | ★5     | 風   | ロッド | 攻撃   | 施設イベント『悪魔が誘う偽りの楽園』、レイドイベント『セイクリッドロスト～前編～』、レイドイベント『セイクリッドロスト～後編～』に登場。元はNPCキャラクターであったが、2021年10月15日にプレイヤーキャラクターに追加された。 |
| アイリーン     | Lynn             | ★5     | 光   | 銃     | 防御   | イベント『防衛戦～アンビバレント・マリオーン～』に登場。 |
| フィニー       | 田野アサミ       | ★5     | 水   | 斧     | 攻撃   | イベント『防衛戦～アンビバレント・マリオーン～』に登場。 |
| カール         | KENN             | ★3     | 火   | 剣     | 補助   | イベント『防衛戦～アンビバレント・マリオーン～』、レイドイベント『セイクリッドロスト～後編～』に登場。 |
| ムムジアンヌ   | 遠藤綾           | ★5     | 風   | ロッド | 補助   | レイドイベント『ドラガリア・デイブレイク』、イベント『迎撃戦～晩夏の使者、愁然に交わりて～』に登場。300年前、アルベリウスの補佐官として共にディアネル帝国と戦った女性。ブリュンヒルデの人間体は彼女を基にしている。 |
| ヴァンピィ     | 釘宮理恵         | ★5     | 闇   | ロッド | 攻撃   | レイドイベント『レイジ・オブ・クロノス』に登場。『神撃のバハムート』の登場キャラクター。 |
| グリームニル   | 緒方恵美         | ★5     | 風   | 槍     | 攻撃   | レイドイベント『レイジ・オブ・クロノス』に登場。『神撃のバハムート』の登場キャラクター。 |
| ヤチヨ         | 原紗友里         | ★4     | 光   | 刀     | 攻撃   | イベント『防衛戦～影かいそふ桃の盃～』に登場。2021年5月13日より、具足Ver.がガチャに追加された（属性 - 火 / レア度 - ★5 / 武器 - 刀 / タイプ - 攻撃）。 |
| サイガ         | 稲田徹           | ★5     | 風   | 銃     | 攻撃   | イベント『防衛戦～影かいそふ桃の盃～』に登場。 |
| イスハーク     | 豊永利行         | ★5     | 光   | 弓     | 補助   | 撃退イベント『森の民と神なる樹』に登場。 |
| トライツ       | 高梨謙吾         | ★5     | 風   | 刀     | 補助   | イベント『迎撃戦～ブレス・ウィズ・ウイング～』に登場。2021年6月15日より、妖精の加護Ver.がガチャに追加された（属性 - 水 / レア度 - ★5 / 武器 - 槍 / タイプ - 攻撃）。 |
| ニーノ         | 宮本侑芽         | ★5     | 風   | 剣     | 攻撃   | イベント『迎撃戦～ブレス・ウィズ・ウイング～』に登場。 |
| ラシーヌ       | 潘めぐみ         | ★3     | 火   | 短剣   | 補助   | イベント『防衛戦～ヒノモト埋蔵金伝説！～』に登場。 |
| マーティ       | 古川慎           | ★3     | 火   | 剣     | 防御   | イベント『防衛戦～ヒノモト埋蔵金伝説！～』に登場。 |
| ピドット       | 上村祐翔         | ★3     | 水   | 斧     | 防御   | イベント『防衛戦～ヒノモト埋蔵金伝説！～』に登場。 |
| ヴィッテ       | 藤村歩           | ★3     | 闇   | 短剣   | 補助   | イベント『防衛戦～ヒノモト埋蔵金伝説！～』に登場。 |
| ゴルド         | 斉藤次郎         | ★4     | 水   | 槍     | 攻撃   | イベント『防衛戦～ヒノモト埋蔵金伝説！～』に登場。 |
| セシル         | 小林ゆう         | ★5     | 風   | 銃     | 攻撃   | 撃退イベント『ナイツ・オブ・アルベリア』に登場。 |
| グレース       | 喜多村英梨       | ★5     | 闇   | 杖     | 回復   | イベント『防衛戦～幽囚は続く、竜眼の軌～』に登場。2021年9月13日より、《結社》Ver.がガチャに追加された（属性 - 火 / レア度 - ★5 / 武器 - 剣 / タイプ - 攻撃）。 |
| ファルギルト   | 阿部敦           | ★5     | 光   | 短剣   | 攻撃   | イベント『防衛戦～幽囚は続く、竜眼の軌～』に登場。 |
| クイン         | 石川由依         | ★5     | 水   | 刀     | 攻撃   | レイドイベント『セイクリッドロスト～前編～』、レイドイベント『セイクリッドロスト～後編～』に登場。 |
| ウェイク       | 日野聡           | ★3     | 水   | 弓     | 補助   | レイドイベント『セイクリッドロスト～後編～』に登場。 |
| ジョー         | 中村悠一         | ★3     | 火   | 弓     | 攻撃   | レイドイベント『セイクリッドロスト～後編～』に登場。2020年9月25日より、ガンナーVer.が登場した（属性：光）。 |
| アラン         | 斉藤壮馬         | ★3     | 火   | 槍     | 防御   | レイドイベント『セイクリッドロスト～後編～』に登場。 |
| シンゲン       | 小山剛志         | ★5     | 風   | 斧     | 防御   | レイドイベント『來光！日ノ下決戦』に登場。東方の島国ヒノモトを治める『十二竜氏』のひとり。寅の竜氏。フドウミョウオウと契りを交わしている。 |
| ユキムラ       | 伊藤かな恵       | ★5     | 闇   | 槍     | 攻撃   | レイドイベント『來光！日ノ下決戦』に登場。東方の島国ヒノモトを治める『十二竜氏』のひとり。申の竜氏。 |
| イズモ         | 川井田夏海       | ★5     | 風   | 槍     | 補助   | レイドイベント『來光！日ノ下決戦』に登場。 |

### ドラゴン
ミドガルズオルム
声 - 山寺宏一
属性 - 風 / レア度 - ★4
遥か古より『霧の森』に住まう碧竜。建国王アルベリウスと最初に出会ったドラゴンであり、深淵なる知識によって彼を支えた。
レイドイベント『ドラガリア・デイブレイク』では、人の姿をした『幻身ミドガルズオルム』（属性 - 風 / レア度 - ★5 / 武器 - 弓 / タイプ - 攻撃）が登場し、期間中は親密度をMAXにすることで入手することができた。
マーキュリー
声 - 井上喜久子
属性 - 水 / レア度 - ★4
水上都市セントロータスの守護竜。元々は都市を護ることを条件にエミュールと契約を交わしていたが、彼が条件に反したため見限り、契約を破棄。その後、ユーディルと再契約を交わした。
イベント『迎撃戦～開校☆エミュール学園～』では、人の姿をした『幻身マーキュリー』（属性 - 水 / レア度 - ★5 / 武器 - 短剣 / タイプ - 攻撃）が登場し、2021年4月15日よりプレイヤーキャラクターに追加された。
ブリュンヒルデ / ムム
声 - 遠藤綾
属性 - 火 / レア度 - ★4
アドラ火山を住処とする緋竜。人間を毛嫌いしていたが、火山をユーディルに救われてからは彼に惚れ込み、仲間となる。この際、過去に見たムムジアンヌの記憶を元に人間体に変身し、以後は「ムム」と名乗り、行動している。当初、人間体はNPCキャラクターであったが、2019年5月27日よりドラフェスVer.（属性 - 火 / レア度 - ★5 / 武器 - 槍 / タイプ - 攻撃）としてプレイヤーキャラクターに追加された。また、2019年10月18日よりハロウィンVer.（属性 - 火 / レア度 - ★5 / 武器 - 斧 / タイプ - 補助）が期間限定ガチャで登場し、2021年7月5日よりサマーVer.（属性 - 闇 / レア度 - ★5 / 武器 - 銃 / タイプ - 攻撃）が追加された。
ユピテル
声 - 高山みなみ
属性 - 光 / レア度 - ★4
雷雲の世界を支配する輝竜。古来より多くの英雄たちを教え導いてきた超越種として生まれついたためか、気まぐれで享楽的な性格。
イベント『迎撃戦～優美なる弁護士ユピテル～』では、人の姿をした『幻身ユピテル』（属性 - 光 / レア度 - ★5 / 武器 - 刀 / タイプ - 攻撃）が登場し、2021年11月12日よりプレイヤーキャラクターに追加された。
ゾディアーク
声 - 若本規夫
属性 - 闇 / レア度 - ★4
南グラスティア大陸の伝説に名を残し、いくつもの王朝を滅ぼしてきた闇竜。後にアローラス王の魂と融合し、ユーディルと契約を交わす。
撃退イベント『潜入!エミュールハウス』では、人の姿をした『幻身ゾディアーク』（属性 - 闇 / レア度 - ★5 / 武器 - 銃 / タイプ - 攻撃）が登場し、2022年2月28日よりプレイヤーキャラクターに追加された。
エリュシオン
声 - 榊原良子
属性 - 光 / レア度 - ★5
1000年前に起きた第一次封魔戦争にてイリアと契約し魔神を封印したとされるドラゴン。レイドイベント『ロストヒストリア～失われし真実～』やレイドイベント『ドラガリア・デイブレイク』に登場し、元はNPCであったが、2022年2月28日より期間限定で開催されたガチャ『ドラガリアフェス』に登場した。
プルートー
声 - 森川智之
属性 - 闇 / レア度 - ★5
建国王アルベリウスに最期まで付き従った伝説の六竜の一。冥竜の異名を持つ。
期間限定イベントでは、レイドイベント『ドラガリア・デイブレイク』に登場。
マーズ
属性 - 火 / レア度 - ★5
レオニードの契約竜。元はNPCであったが、2020年3月24日より期間限定で開催されたガチャ『ドラガリアフェス』に登場した。
ケットシー
声 - 戸田めぐみ
属性 - 闇 / レア度 - ★5
シェスの契約竜。元はNPCであったが、2020年6月29日より期間限定で開催されたガチャ『ドラガリアフェス』に登場した。
2021年8月4日より、サマーVer.（属性 - 光 / レア度 - ★5）が登場。
トール
声 - 山口恵
属性 - 光 / レア度 - ★5
ヴァルクスの契約竜。元はNPCであったが、2020年8月29日より期間限定で開催されたガチャ『ドラガリアフェス』に登場した。
バハムート
属性 - 闇 / レア度 - ★5
はるか何万年もの昔、原初の世界に存在していたとされる強大な力を持った竜。『神撃のバハムート』の登場キャラクター。
当初は台詞のみの登場であったが、2021年9月30日より期間限定で開催されたガチャ『ドラガリアフェス』に登場した。

### イベントドラゴン
期間限定イベントに登場したドラゴンの一覧。
| 名前                 | 声優              | レア度 | 属性 | 登場イベント・プロフィール・備考など |
| -------------------- | ----------------- | ------ | ---- | --- |
| ペレ                 | なし              | ★5     | 火   | レイドイベント『忠竜が願うは果てし王の魂葬』、レイドイベント『セイクリッドロスト～後編～』に登場。アルバ国を守護していたドラゴン。国王・アーケオルの器の大きさに感服し彼を主と慕い、尽くしていた。 |
| シルキー             | 悠木碧            | ★4     | 闇   | 施設イベント『お菓子なハロウィンパーティナイト』に登場。パーティに参加するため、イルテミアに作ってもらった衣装で仮装をしている。イベント期間中、期間限定ガチャでハロウィン仕様の姿で登場（属性 - 光 / レア度 - ★4）。 |
| シルヴィア           | なし              | ★5     | 風   | レイドイベント『優しき少女と拘囚の守護竜』に登場。自然を愛する穏やかな性格のドラゴン。フォレスティアたちの素朴な営みを長きに渡り見守ってきた。 |
| ガルーダ             | 甲斐田裕子        | ★5     | 風   | 施設イベント『吹き渡る願いの風』に登場。とある村で守り神として崇められていたドラゴン。『生け贄』と称し、ルーエンを狙っている。 |
| マリティムス         | 小桜エツコ        | ★5     | 闇   | レイドイベント『闇穿つ光の歌声』に登場。雪の街の合唱団を守り続けているドラゴン。おしゃれが大好きで、合唱団の子どもたちから送られたベルをいつも大事に首につけている。2019年10月18日にはハロウィン・イベント仕様となった姿で登場（属性 - 水 / レア度 - ★5）。 |
| ジャンヌダルク       | 潘めぐみ          | ★5     | 光   | 施設イベント『雪降る夜星竜樹の下で』に登場。説の中にのみ名を残す、慈悲深き聖戦士。星竜祭を祝うため、麗しいドレスを着用している。普段着慣れないドレスを恥ずかしがりつつも、内心では気に入っている。『神撃のバハムート』の登場キャラクター。イベント期間中、期間限定ガチャで星竜祭Ver.（属性 - 水 / レア度 - ★5）が登場した。また、2021年2月26日よりジャンヌブレイヴ (ドラフェスVer.)（属性 - 光 / レア度 - ★5）が登場。 |
| シシマイ             | 伊藤みやこ        | ★5     | 光   | レイドイベント『新春日ノ下招福縁起』に登場。東国ヒノモト生まれの、福を呼ぶドラゴン。ヒノモトのドラゴンの長「アマテラス」に仕えており、お年玉を配る役を担う。 |
| マリシテン           | 甲斐田ゆき        | ★5     | 闇   | レイドイベント『新春日ノ下招福縁起』、イベント『防衛戦～ヒノモト埋蔵金伝説！～』に登場。ヒノモト国のドラゴンの長・アマテラスを支える十二竜の一柱。好戦的な性格であり、武士たちからは「勝利の象徴」と崇められている。2021年7月15日より、期間限定でサマーVer.（属性 - 水 / レア度 - ★5）が登場。 |
| ライガ               | なし              | ★5     | 光   | 施設イベント『サーカステントで夢の時間を』に登場。獣の如き雄々しい姿をしたドラゴン。サーカスで愛嬌溢れる芸を披露する一方、戦闘になれば、鋭い爪と牙で敵を一掃する。 |
| ロンロン             | チョー            | ★5     | 風   | レイドイベント『郷愁の空に咲く大輪の華』に登場。愛らしいパンダに見えるが、れっきとしたドラゴン。マオマオという息子を持つ、心配性のお父さんでもある。 |
| ホウライ             | 緒方賢一          | ★5     | 水   | レイドイベント『郷愁の空に咲く大輪の華』、レイドイベント『セイクリッドロスト～後編～』に登場。東方のタオ国生まれの、穏やかな性格の老ドラゴン。大地を流れるマナを整え、水害を抑える力を持つ。 |
| プロメテウス         | 梅原裕一郎        | ★5     | 火   | ストーリーイベント『バレンタイン・アラカルト』、イベント『迎撃戦～バレンタイン☆★ヘヴン～』に登場。 |
| ファントム           | 新垣樽助          | ★5     | 闇   | レイドイベント『舞姫と魔竜の円舞曲』に登場。見る者を震え上がらせる、異形のドラゴン。だが醜悪なのは見た目だけで、内には他者を慈しむ優しき心を秘めている。 |
| ニャルラトホテプ     | 長縄まりあ 速水奨 | ★5     | 闇   | 施設イベント『コール・オブ・ビブリア』、イベント『迎撃戦～晩夏の使者、愁然に交わりて～』に登場。 |
| シームルグ           | なし              | ★5     | 水   | 施設イベント『希望と友情のエッグハント』、レイドイベント『セイクリッドロスト～後編～』に登場。 |
| ギョクリュウ         | なし              | ★5     | 風   | レイドイベント『仙境の空へ』に登場。 |
| アルクトス           | 高木渉            | ★5     | 火   | 施設イベント『工房に響け!三姉妹の絆』に登場。 |
| エルモ               | 竹本英史          | ★5     | 火   | レイドイベント『トレジャーアイランド』に登場。 |
| セイレーン           | 日高里菜          | ★5     | 水   | レイドイベント『トレジャーアイランド』、施設イベント『Melodious Summer』に登場。2019年8月13日より、ライブVer.がガチャに追加された（属性 - 光 / レア度 - ★5）。 |
| クロノス・ニュクス   | 久保田恵 乃村健次 | ★5     | 光   | レイドイベント『クロノス～廻る運命の針～』、レイドイベント『レイジ・オブ・クロノス』に登場。当初はNPCであったが、2021年10月29日よりドラフェスVer.が登場。 |
| ハスター             | 間宮康弘          | ★5     | 風   | ストーリーイベント『シャドウ・オーバー・メイデン』に登場。 |
| ダイコクテン         | 麻倉もも          | ★5     | 光   | レイドイベント『新春にゃあちゅう大合戦』、イベント『闘技場～迎福御礼！大闘技大会～』、イベント『防衛戦～ヒノモト埋蔵金伝説！～』に登場。ヒノモト国のドラゴンの長・アマテラスを支える十二竜が一柱、『子』の竜。 |
| エビス               | 水田わさび        | ★5     | 闇   | レイドイベント『新春にゃあちゅう大合戦』に登場。 |
| グルマン             | 高城元気          | ★5     | 水   | 施設イベント『食宴!アミューズキュイジーヌ』に登場。 |
| アンドロメダ         | 藤田咲            | ★5     | 闇   | レイドイベント『咎人は巡る、竜眼の軌跡』に登場。 |
| バルバトス           | 島崎信長          | ★5     | 闇   | レイドイベント『咎人は巡る、竜眼の軌跡』に登場。 |
| ステュクス           | 嶋村侑            | ★5     | 水   | 施設イベント『ダンシング☆ボンオドリ』に登場。 |
| ラミエル             | 中村悠一          | ★5     | 闇   | 施設イベント『北より来たる女神の使徒』、レイドイベント『セイクリッドロスト～前編～』、レイドイベント『セイクリッドロスト～後編～』、撃退イベント『愛は星降るように』に登場。 |
| ホルス               | 桐本拓哉          | ★5     | 火   | イベント『防衛戦～天炎照らす幻砂のランウェイ～』に登場。 |
| ミドガルズオルムゼロ | 山寺宏一          | ★5     | 風   | レイドイベント『ロストヒストリア～失われし真実～』に登場。 |
| ワキヤン             | なし              | ★5     | 風   | レイドイベント『ロストヒストリア～失われし真実～』に登場。また、2020年12月28日より、ワキヤンブレイヴ (ドラフェスVer.)（属性 - 風 / レア度 - ★5）が登場。 |
| ベルカント           | かぬか光明        | ★5     | 闇   | 施設イベント『オペラハウスの怪盗』に登場。 |
| ルミエールパンドラ   | 上田麗奈          | ★5     | 光   | 『プリンセスコネクト！Re:Dive』コラボイラベント『プリンセスコネクト！Re:Dive 新しい友だちと異世界ごはん』に登場。 |
| ゴズテンノウ         | 櫻井トオル        | ★5     | 火   | レイドイベント『新春陰陽役』、イベント『闘技場～迎福御礼！大闘技大会～』に登場。ヒノモト国のドラゴンの長・アマテラスを支える十二竜が一柱、『丑』の竜。 |
| メノイティオス       | 古川慎            | ★5     | 風   | イベント『迎撃戦～バレンタイン☆★ヘヴン～』に登場。 |
| ガブリエル           | 石見舞菜香        | ★5     | 水   | 施設イベント『悪魔が誘う偽りの楽園』、レイドイベント『セイクリッドロスト～前編～』、レイドイベント『セイクリッドロスト～後編～』に登場。 |
| ローズクイーン       | 田中理恵          | ★5     | 風   | レイドイベント『レイジ・オブ・クロノス』に登場。『神撃のバハムート』の登場キャラクター。 |
| ラファエル           | 青木瑠璃子        | ★5     | 光   | イベント『迎撃戦～ブレス・ウィズ・ウイング～』、レイドイベント『セイクリッドロスト～前編～』、レイドイベント『セイクリッドロスト～後編～』に登場。 |
| リヴァイアサン       | なし              | ★5     | 水   | 施設イベント『鐘の音は深き海より』に登場。 |
| ウリエル             | 熊谷健太郎        | ★5     | 火   | レイドイベント『セイクリッドロスト～前編～』、レイドイベント『セイクリッドロスト～後編～』に登場。当初はNPCであったが、2021年11月12日よりガチャに追加された。 |
| ミカエル             | 田丸篤志          | ★5     | 風   | レイドイベント『セイクリッドロスト～前編～』、レイドイベント『セイクリッドロスト～後編～』に登場。当初はNPCであったが、2022年2月4日よりガチャに追加された。 |
| フドウミョウオウ     | 奥野香耶          | ★5     | 風   | レイドイベント『來光！日ノ下決戦』に登場。ヒノモト国のドラゴンの長・アマテラスを支える十二竜が一柱、『寅』の竜。 |

### その他のキャラクター
期間限定イベントに登場しない人物の一覧だが、キャッスルストーリーや他のキャラストーリーなどに登場することもある。

#### ★5
| 名前           | 声優           | 属性 | 武器   | タイプ | 備考 |
| -------------- | -------------- | ---- | ------ | ------ | --- |
| ニーナ         | 日岡なつみ     | 風   | 杖     | 回復   | ショップでアイテムを販売している女性で、当初はNPCであったが、2022年2月14日よりガチャに追加された。                  |
| ザインフラッド | 関智一         | 水   | 槍     | 補助   | 2019年12月12日より、星竜祭Ver.（属性 - 風 / レア度 - ★4 / 武器 - ロッド / タイプ - 補助）が期間限定のガチャで登場。 |
| ホーク         | 小山力也       | 風   | 弓     | 攻撃   | |
| メリィベル     | 花澤香菜       | 風   | ロッド | 攻撃   | 2019年5月31日より、フラワリーVer.（属性 - 火 / レア度 - ★5 / 武器 - ロッド / タイプ - 攻撃）が登場。                |
| ナジャーフ     | 諏訪部順一     | 火   | 剣     | 攻撃   | |
| アルベール     | 緑川光         | 光   | 剣     | 攻撃   | 『神撃のバハムート』の登場キャラクター。                                                                            |
| ヤテン         | 吉野裕行       | 闇   | 剣     | 攻撃   | |
| ナッツ         | 竹達彩奈       | 闇   | 刀     | 攻撃   | |
| リア           | 井上麻里奈     | 火   | 剣     | 攻撃   | |
| タイコウボウ   | こおろぎさとみ | 水   | 杖     | 回復   | |
| ベリーナ       | 伊瀬茉莉也     | 闇   | 短剣   | 攻撃   | |
| ユリウス       | 木内秀信       | 水   | ロッド | 攻撃   | 『神撃のバハムート』の登場キャラクター。                                                                            |
| フォルテ       | 三澤紗千香     | 闇   | 槍     | 攻撃   | 『神撃のバハムート』の登場キャラクター。                                                                            |

#### ★4
| 名前         | 声優       | 属性 | 武器   | タイプ | 備考 |
| ------------ | ---------- | ---- | ------ | ------ | --- |
| ルタ         | 小西克幸   | 水   | 短剣   | 補助   | |
| セイナー     | 鈴村健一   | 水   | 杖     | 回復   | |
| ムサシ       | 小野大輔   | 風   | 刀     | 攻撃   | |
| エイル       | 藤村歩     | 風   | 槍     | 補助   | 2019年5月31日より、フラワリーVer.（属性 - 水 / レア度 - ★4 / 武器 - 杖 / タイプ - 回復）が登場。                  |
| エレオノーラ | 川澄綾子   | 風   | 弓     | 攻撃   | |
| リョウゼン   | 柴田秀勝   | 光   | 槍     | 防御   | |
| ウルガ       | 梶裕貴     | 光   | 弓     | 補助   | |
| クレイマン   | 石塚運昇   | 闇   | ロッド | 補助   | |
| オルセム     | 岡本信彦   | 水   | 短剣   | 攻撃   | |
| オデッタ     | 米澤円     | 光   | 剣     | 攻撃   | 2019年10月18日より、ハロウィンVer.（属性 - 水 / レア度 - ★4 / 武器 - 剣 / タイプ - 補助）が期間限定ガチャで登場。 |
| ユエ         | 日岡なつみ | 火   | 斧     | 防御   | |
| エマ         | 悠木碧     | 火   | 槍     | 補助   | |
| セレナ       | 内田真礼   | 火   | 剣     | 防御   | |
| ユーヤ       | 田村睦心   | 火   | 短剣   | 補助   | |
| デュラルド   | 廣瀬大介   | 闇   | 刀     | 攻撃   | |

#### ★3
| 名前           | 声優       | 属性 | 武器   | タイプ | 備考 |
| -------------- | ---------- | ---- | ------ | ------ | --- |
| アオイ         | 上田麗奈   | 火   | 刀     | 攻撃   | 2019年6月20日より、ウエディングVer.（属性 - 風 / レア度 - ★5 / 武器 - 短剣 / タイプ - 補助）が登場。               |
| サニア         | 豊口めぐみ | 火   | ロッド | 攻撃   | 2019年6月20日より、ウエディングVer.（属性 - 風 / レア度 - ★4 / 武器 - 杖 / タイプ - 回復）が登場。                 |
| オーレイン     | 速水奨     | 火   | 杖     | 回復   | |
| シャーディ     | 羽多野渉   | 水   | 剣     | 防御   | 2019年5月14日より、ビューティ★Ver.（属性 - 光 / レア度 - ★5 / 武器 - 刀 / タイプ - 攻撃）が登場。                  |
| ジュウロウタ   | 河西健吾   | 水   | 刀     | 攻撃   | |
| レックス       | 津田健次郎 | 水   | 斧     | 攻撃   | |
| シュベール     | 福原綾香   | 水   | 槍     | 防御   | |
| ウェイク       | 日野聡     | 水   | 弓     | 補助   | |
| リカート       | 山下大輝   | 水   | 杖     | 回復   | |
| メロディ       | 大橋彩香   | 風   | 刀     | 補助   | 2020年2月14日より、バレンタインVer.（属性 - 風 / レア度 - ★5 / 武器 - 斧 / タイプ - 補助）が期間限定ガチャで登場。 |
| フランチェスカ | 坂本真綾   | 風   | 短剣   | 補助   | |
| イハンナ       | 佐藤利奈   | 風   | 斧     | 防御   | |
| フィリア       | 原紗友里   | 風   | 弓     | 攻撃   | |
| ニコラ         | 村瀬歩     | 風   | ロッド | 攻撃   | |
| ソフィ         | 小清水亜美 | 風   | 杖     | 回復   | |
| ライムンド     | 立木文彦   | 光   | 剣     | 攻撃   | |
| イルファン     | 村瀬歩     | 光   | 短剣   | 補助   | |
| ライナス       | 内田雄馬   | 光   | 斧     | 防御   | |
| マルカ         | 森田成一   | 光   | 槍     | 補助   | |
| マローラ       | 川澄綾子   | 光   | 弓     | 補助   | 2019年12月12日より、星竜祭Ver.（属性 - 光 / レア度 - ★5 / 武器 - 斧 / タイプ - 攻撃）が期間限定ガチャで登場。      |
| ホープ         | 松岡禎丞   | 光   | 杖     | 回復   | 2020年3月12日より、教会騎士Ver.（属性 - 風 / レア度 - ★4 / 武器 - 剣 / タイプ - 防御）が登場。                     |
| ロドリゴ       | 内田雄馬   | 闇   | 剣     | 攻撃   | |
| タロウ         | 斉藤壮馬   | 闇   | 刀     | 攻撃   | |
| ワイス         | 鈴村健一   | 闇   | 短剣   | 補助   | |
| エリック       | 増田俊樹   | 闇   | 斧     | 攻撃   | |
| ジーズ         | 小野友樹   | 闇   | 槍     | 攻撃   | |
| ピドット       | 上村祐翔   | 水   | 斧     | 防御   | |
| ジャン         | 増田俊樹   | 水   | 槍     | 防御   | |

#### その他のドラゴン
期間限定イベントに登場しないドラゴンの一覧だが、キャッスルストーリーや他のキャラストーリーなどに登場することがある。

#### ★5
| 名前                 | 声優         | 属性 | 備考                                                                                 |
| -------------------- | ------------ | ---- | ------------------------------------------------------------------------------------ |
| アグニ               | なし         | 火   | 2021年4月28日より、アグニブレイヴ (ドラフェスVer.)が登場。                           |
| ポセイドン           | なし         | 水   | 2020年10月30日より、ポセイドンブレイヴ (ドラフェスVer.)が登場。                      |
| ニーズヘッグ         | なし         | 闇   | 2021年6月30日より、ニーズヘッグブレイヴ (ドラフェスVer.)が登場。                     |
| ケルベロス           | 喜多村英梨   | 火   | 『神撃のバハムート』の登場キャラクター。                                             |
| キューピッド         | 伊瀬茉莉也   | 光   |                                                                                      |
| ギルガメッシュ       | 小杉十郎太   | 光   |                                                                                      |
| ゴールドファフニール | なし         | 闇   | 『ヴォイド討伐戦』からドロップするアイテムを交換することによって入手できるドラゴン。 |
| パズズ               | なし         | 風   |                                                                                      |
| タケミカズチ         | なし         | 光   |                                                                                      |
| コノハナサクヤ       | 中原麻衣     | 火   | 2020年7月30日より、サマーVer.（属性：風）がガチャに追加。                            |
| フレイヤ             | 大原さやか   | 風   |                                                                                      |
| シノビ               | 石川英郎     | 闇   |                                                                                      |
| ヴァーユ             | なし         | 風   |                                                                                      |
| アポロン             | 小野大輔     | 火   |                                                                                      |
| カグツチ             | なし         | 火   |                                                                                      |
| カムイ               | なし         | 水   |                                                                                      |
| ホーリーフェニックス | 市ノ瀬加那   | 光   |                                                                                      |
| AC-011 ガーランド    | 祐仙勇       | 風   |                                                                                      |
| エピメテウス         | 白井悠介     | 闇   |                                                                                      |
| アリエル             | 田中理恵     | 風   |                                                                                      |
| ゴヴニュ＆クレーニュ | 小岩井ことり | 水   |                                                                                      |
| アザゼル             | 森田成一     | 闇   | 『神撃のバハムート』の登場キャラクター。                                             |
| テッセンコウシュ     | 田中敦子     | 光   |                                                                                      |

#### ★4
| 名前                 | 声優   | 属性 | 備考                                                                                 |
| -------------------- | ------ | ---- | ------------------------------------------------------------------------------------ |
| イフリート           | なし   | 火   |                                                                                      |
| フェニックス         | 原由実 | 火   |                                                                                      |
| ヴォジャノーイ       | なし   | 水   |                                                                                      |
| ポリアフ             | なし   | 水   |                                                                                      |
| フォーゲル           | なし   | 風   |                                                                                      |
| ストリボーグ         | なし   | 風   |                                                                                      |
| リンドヴルム         | なし   | 光   |                                                                                      |
| ユニコーン           | なし   | 光   |                                                                                      |
| ジャガーノート       | なし   | 闇   |                                                                                      |
| ブロンズファフニール | なし   | 闇   | 『ヴォイド討伐戦』からドロップするアイテムを交換することによって入手できるドラゴン。 |
| シルバーファフニール | なし   | 闇   | 『ヴォイド討伐戦』からドロップするアイテムを交換することによって入手できるドラゴン。 |

#### ★3
★3のドラゴンには声を担当している声優はいない為、省略する。
| 名前             | 属性 |
| ---------------- | ---- |
| キャンドルインプ | 火   |
| バーンドラコ     | 火   |
| ホムラリュウ     | 火   |
| ウェルインプ     | 水   |
| アイスドラコ     | 水   |
| フブキリュウ     | 水   |
| エアリアルインプ | 風   |
| ウインドラコ     | 風   |
| ツムジリュウ     | 風   |
| スターインプ     | 光   |
| ムーンドラコ     | 光   |
| ヒナタリュウ     | 光   |
| グレイヴインプ   | 闇   |
| ダークドラコ     | 闇   |
| ヒカゲリュウ     | 闇   |

### 他作品とのコラボキャラクター・ドラゴン
| 名前         | 声優       | レア度 | 属性 | 武器   | タイプ | 登場イベント・プロフィール・備考など |
| ------------ | ---------- | ------ | ---- | ------ | ------ | --- |
| アルフォンス | 鈴木達央   | ★5     | 光   | 剣     | 攻撃   | 『ファイアーエムブレム ヒーローズ』コラボイベント『FIRE EMBLEM つながる世界』、『ファイアーエムブレム ヒーローズ』コラボイベント『FIRE EMBLEM 新たなる扉』に登場。アスク王国の王子で、シャロンの兄。 |
| マルス       | 緑川光     | ★5     | 火   | 剣     | 攻撃   | 『ファイアーエムブレム ヒーローズ』コラボイベント『FIRE EMBLEM つながる世界』に登場。アリティアの王子。                                                                                              |
| フィヨルム   | 高橋李依   | ★5     | 水   | 槍     | 攻撃   | 『ファイアーエムブレム ヒーローズ』コラボイベント『FIRE EMBLEM つながる世界』に登場。ニフル王国の王女。                                                                                              |
| ヴェロニカ   | 日高里菜   | ★5     | 闇   | ロッド | 攻撃   | 『ファイアーエムブレム ヒーローズ』コラボイベント『FIRE EMBLEM つながる世界』に登場。エンブラ帝国の皇女。                                                                                            |
| ロックマン   | なし       | ★5     | 火   | ロッド | 攻撃   | 『ロックマン』コラボイベント『ロックマン 異世界の決戦!!』に登場。 |
| シャロン     | 内田真礼   | ★5     | 光   | 槍     | 防御   | 『ファイアーエムブレム ヒーローズ』コラボイベント『FIRE EMBLEM 新たなる扉』に登場。アスク王国の王女で、アルフォンスの妹。                                                                            |
| クロム       | 杉田智和   | ★5     | 火   | 剣     | 攻撃   | 『ファイアーエムブレム ヒーローズ』コラボイベント『FIRE EMBLEM 新たなる扉』に登場。イーリス聖王国の王子。                                                                                            |
| ピアニー     | 和氣あず未 | ★5     | 光   | ロッド | 補助   | 『ファイアーエムブレム ヒーローズ』コラボイベント『FIRE EMBLEM 新たなる扉』に登場。夢の国アルフの妖精。                                                                                              |
| チキ         | 諸星すみれ | ★5     | 水   | 短剣   | 攻撃   | 『ファイアーエムブレム ヒーローズ』コラボイベント『FIRE EMBLEM 新たなる扉』に登場。神竜族の王女。 |
| ペコリーヌ   | M･A･O      | ★5     | 光   | 剣     | 攻撃   | 『プリンセスコネクト!Re:Dive』コラボイラベント『プリンセスコネクト！Re:Dive 新しい友だちと異世界ごはん』に登場。                                                                                     |
| ジョーカー   | 福山潤     | ★5     | 闇   | 剣     | 攻撃   | 『ペルソナ5 スクランブル ザ ファントム ストライカーズ』コラボイベント『PERSONA5 SCRAMBLE Desire Lost』に登場。                                                                                       |
| ソフィー     | 久野美咲   | ★5     | 光   | 斧     | 攻撃   | 『ペルソナ5 スクランブル ザ ファントム ストライカーズ』コラボイベント『PERSONA5 SCRAMBLE Desire Lost』に登場。                                                                                       |
| モナ         | 大谷育江   | ★5     | 風   | 剣     | 攻撃   | 『ペルソナ5 スクランブル ザ ファントム ストライカーズ』コラボイベント『PERSONA5 SCRAMBLE Desire Lost』に登場。                                                                                       |
| パンサー     | 水樹奈々   | ★5     | 火   | 槍     | 攻撃   | 『ペルソナ5 スクランブル ザ ファントム ストライカーズ』コラボイベント『PERSONA5 SCRAMBLE Desire Lost』に登場。                                                                                       |

| 名前             | 声優   | レア度 | 属性 | 登場イベント・プロフィール・備考など |
| ---------------- | ------ | ------ | ---- | --- |
| リオレウス       | なし   | ★5     | 火   | 『モンスターハンター』コラボイベント『MONSTER HUNTER STRANGELAND』に登場。                                                                                         |
| ミラボレアス     | なし   | ★5     | 闇   | 『モンスターハンター』コラボイベント『MONSTER HUNTER STRANGELAND』に登場。                                                                                         |
| 黒炎王リオレウス | なし   | ★5     | 火   | 『モンスターハンター』コラボイベント『MONSTER HUNTER STRANGELAND』に登場。                                                                                         |
| アルセーヌ       | 福山潤 | ★5     | 闇   | ペルソナ5 スクランブル ザ ファントム ストライカーズ』コラボイベント『PERSONA5 SCRAMBLE Desire Lost』に登場。ジョーカーのペルソナであり、厳密にはドラゴンではない。 |

## 楽曲
主題歌
DAOKO「終わらない世界で」
作詞 - DAOKO / 作曲・編曲 - 小林武史
挿入歌
DAOKO×中田ヤスタカ「ぼくらのネットワーク」
作詞・作曲・編曲 - 中田ヤスタカ
両曲共、2018年12月12日にトイズファクトリーから発売されたDAOKOの3rdアルバム『私的旅行』に収録。またアルバムには各店舗の予約特典としてDAOKOが本作のキャラクターがコラボしたICカードステッカー、A4クリアファイル、チケットホルダー、クリアステッカー、A4カレンダーなどが製作された。
その他、BGMには全般的にDAOKOの既存楽曲をアレンジしたものも使用されている。なお、オプション設定でボーカル入り曲とインストゥルメンタル曲を切り替えることが可能。
2019年10月9日には、ゲーム発売から1周年を記念し、上記の楽曲を纏めたコンピレーション・アルバムである『DAOKO×ドラガリアロスト』が発売された。初回盤にはゲーム内で使用できるオリジナルの竜輝の護符『終わらない世界で』と育成アイテムセットが同梱。

## CM
サービス開始と同時にゲーム内カードイラストの一部制作を務めたアニメーション制作会社ufotableによるテレビCMが公開された他、11月からは大泉洋・百瀬朔・唐田えりかが出演する実写版のCMもオンエアされた。

## ラジオ
ドラガリアロスト ラジオキャッスル
文化放送にて2018年10月6日（5日深夜）から2019年3月29日（30日深夜）まで毎週土曜午前1時（金曜25時）に放送していたラジオ番組。
番組パーソナリティは内山昂輝（主人公役）と内山夕実（クラウ役）。
「ドラガリアロスト」のYouTubeチャンネルでは各回放送終了後の木曜に同内容のものが配信される。本放送に先駆けて、2018年9月26日に第0回が配信されている。
2018年12月15日には幕張メッセで行われたイベント、CygamesFes2018にて初の公開録音が行われた。出演者はパーソナリティーの二人に加え、ランザーヴ役・小西克幸、リュカ役・浅沼晋太郎、シーリス役・浅井彩加、ドラガリアロストディレクター・松浦弘樹。
2019年4月からパーソナリティが内山夕実と朝井彩加になり、『内山夕実 朝井彩加のドラガリアロスト ラジオのお庭』にリニューアルされた。4月8日（7日深夜）から2022年3月28日（27日深夜）まで毎週月曜午前0時（日曜24時）に放送された。
コーナー
ああ、ロストしちゃいました
ドラゴンさんいらっしゃい
あなたと私のレッツパーティー

| 文化放送（NRN） 土曜1:00 - 1:30枠         | 文化放送（NRN） 土曜1:00 - 1:30枠                  | 文化放送（NRN） 土曜1:00 - 1:30枠 |
| 前番組                                    | 番組名                                             | 次番組                            |
| ----------------------------------------- | -------------------------------------------------- | --------------------------------- |
| PLAY TITAN presents 昌也・雄馬のG・A・P   | ドラガリアロスト ラジオキャッスル                  | A3! Blooming RADIO                |
| 文化放送（NRN） 月曜0:00 - 0:30枠         |                                                    |                                   |
| 拓也・良子の ドリーム・ドリーム・パーティ | 内山夕実・朝井彩加の ドラガリアロスト ラジオのお庭 | 小松未可子のSunday Share Night    |

## 小説
ドラガリアロスト 王子とドラゴンの力
著：はせがわみやび、イラスト：貞松龍壱、角川つばさ文庫刊、2019年4月15日発売。ISBN 978-4-04-631905-0